# Pescadería
Pescadería är en ort i Dominikanska republiken.   Den ligger i provinsen Barahona, i den sydvästra delen av landet, 130 km väster om huvudstaden Santo Domingo. Pescadería ligger 10 meter över havet och antalet invånare är 2 116.
Terrängen runt Pescadería är platt norrut, men söderut är den kuperad. Runt Pescadería är det ganska tätbefolkat, med 104 invånare per kvadratkilometer. Närmaste större samhälle är Santa Cruz de Barahona, 9,5 km sydost om Pescadería. Omgivningarna runt Pescadería är en mosaik av jordbruksmark och naturlig växtlighet.